# Bascule (Ukkel)
Bascule is een wijk in de Belgische gemeente Ukkel in het Brussels Hoofdstedelijk Gewest. De wijk ligt in het noorden van de gemeente, tegen de grens met Elsene.

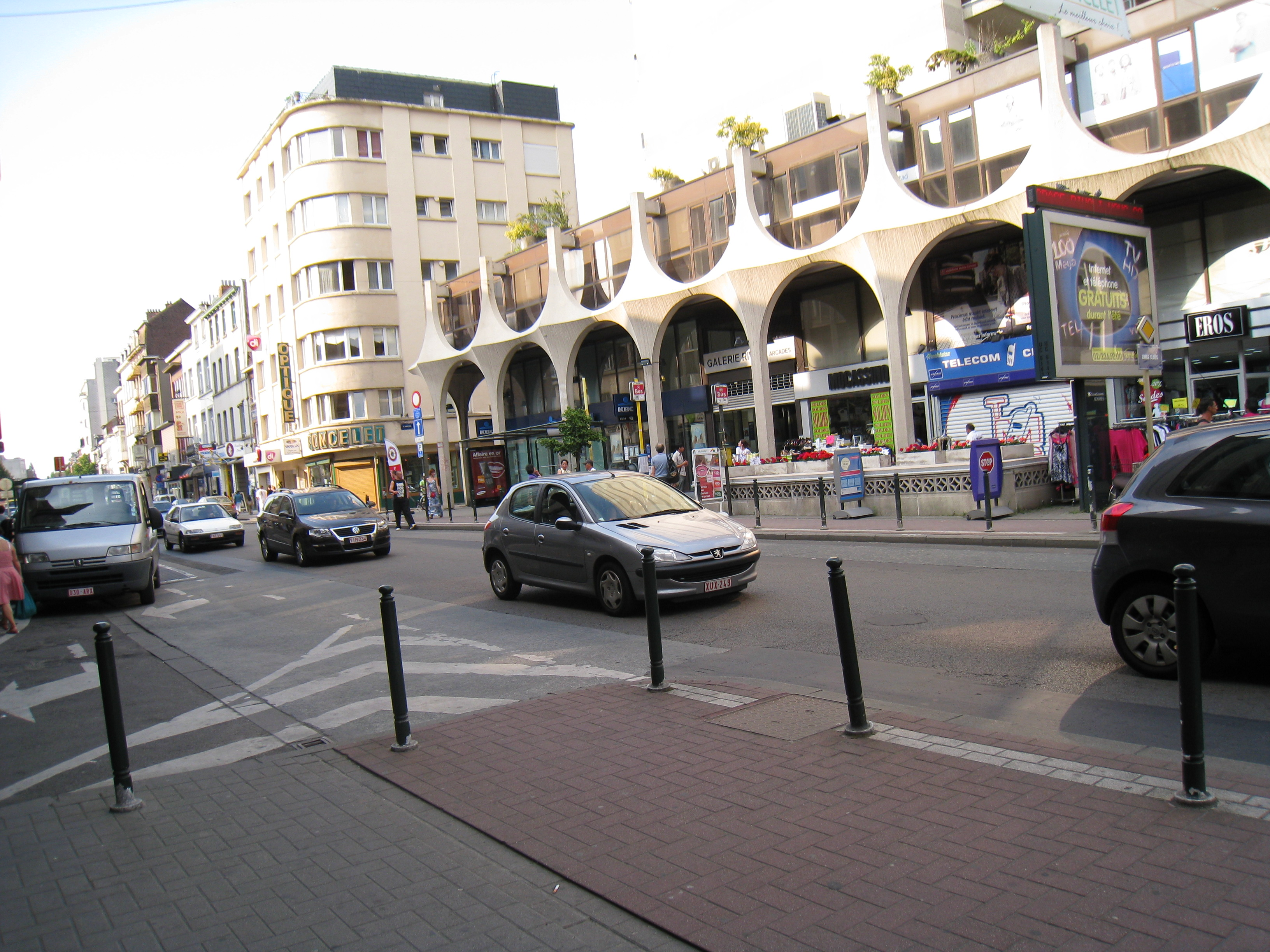
Waterloosesteenweg (N5) ter hoogte van La Bascule

## Geschiedenis
Vroeger lag op deze plaats het gehucht Vleurgat. Oude vermeldingen van de plaats dateren uit de 15de en 16de eeuw als Vleuggat, waarbij gat verwijst naar doorgang of steeg en vleug naar een vogelkooi of duiventil. Het gehucht lag in de heerlijkheid Carloo. Op de Ferrariskaart uit de jaren 1770 staat de plaats aangeduid als het gehucht Vleugat, gelegen op de zuidelijke uitvalswegen uit Sint-Gillis en Elsene, die hier samenkwamen en verder zuidwaarts liepen richting Langeveld en het Zoniënwoud. Net ten oosten bevond zich de abdij Ter Kameren.
Later kreeg het gehucht de naam Bascule, wegens de aanwezigheid van een weegbrug waar men de koetsen woog voor het berekenen van taksen. De naam Vleurgat vindt men nog terug in de Vleurgatse Steenweg, de weg van Vleurgat naar Elsene, en de Vleurgattunnel, driekwart kilometer noordwaarts.

## Verkeer en vervoer
Langs de wijk loopt de N5.
Bascule · Brugmann · Carloo/Sint-Job · Churchill · De Kat · Diesdelle · Dieweg · Engeland · Fort Jaco · Globe · Groene Jager · Groeselenberg · Homborch · Horzel · Kauwberg · Kalevoet · Keienbempt · Kriekenput · Neerstalle · Langeveld · Merlo · Moensberg · Stalle · Verrewinkel · Vossegat · Wolvenberg · Wolvendaal · Zeecrabbe